# Ludimar Hermann
Ludimar Hermann (ur. 31 października 1838 w Berlinie, zm. 5 czerwca 1914 w Królewcu) – niemiecki fizjolog, fonetyk. Wprowadził do fonetyki pojęcie formantu.
Studiował na Uniwersytecie Fryderyka Wilhelma w Berlinie. Uczeń Emila Du Bois-Reymonda w 1859 obronił doktorat. Od 1868 profesor fizjologii na Uniwersytecie w Zurychu, od 1884 profesor fizjologii na Uniwersytecie w Królewcu. W roku akademickim 1891-1892 rektor Uczelni, w 1913 otrzymał Doktorat honoris causa Uniwersytetu w Królewcu